# 월리스 유진 오츠
월리스 유진 오츠(Wallace Eugene Oates)는 오츠의 분권화 정리 등의 업적을 남긴 미국 경제학자이다. 메릴랜드 대학교 경제학과의 저명한 교수였다.
공공경제학과 환경경제학 분야를 가르쳤으며 두 분야 모두에서 국제적인 주요 인물로 여겨졌다. 그의 첫 번째 책은 Fiscal Federalism(1972)이었고, 윌리엄 보멀과 공동 집필한 The Theory of Environmental Policy(1975)를 포함하여 수많은 다른 책과 기사를 집필했다.
박사 학위를 받았다. 1965년 스탠포드에서 경제학을 전공하고 프린스턴 대학교 교수진에 합류했다. 그는 1979년 메릴랜드 대학교에 입학했다.